# Union nationale des centres sportifs de plein air

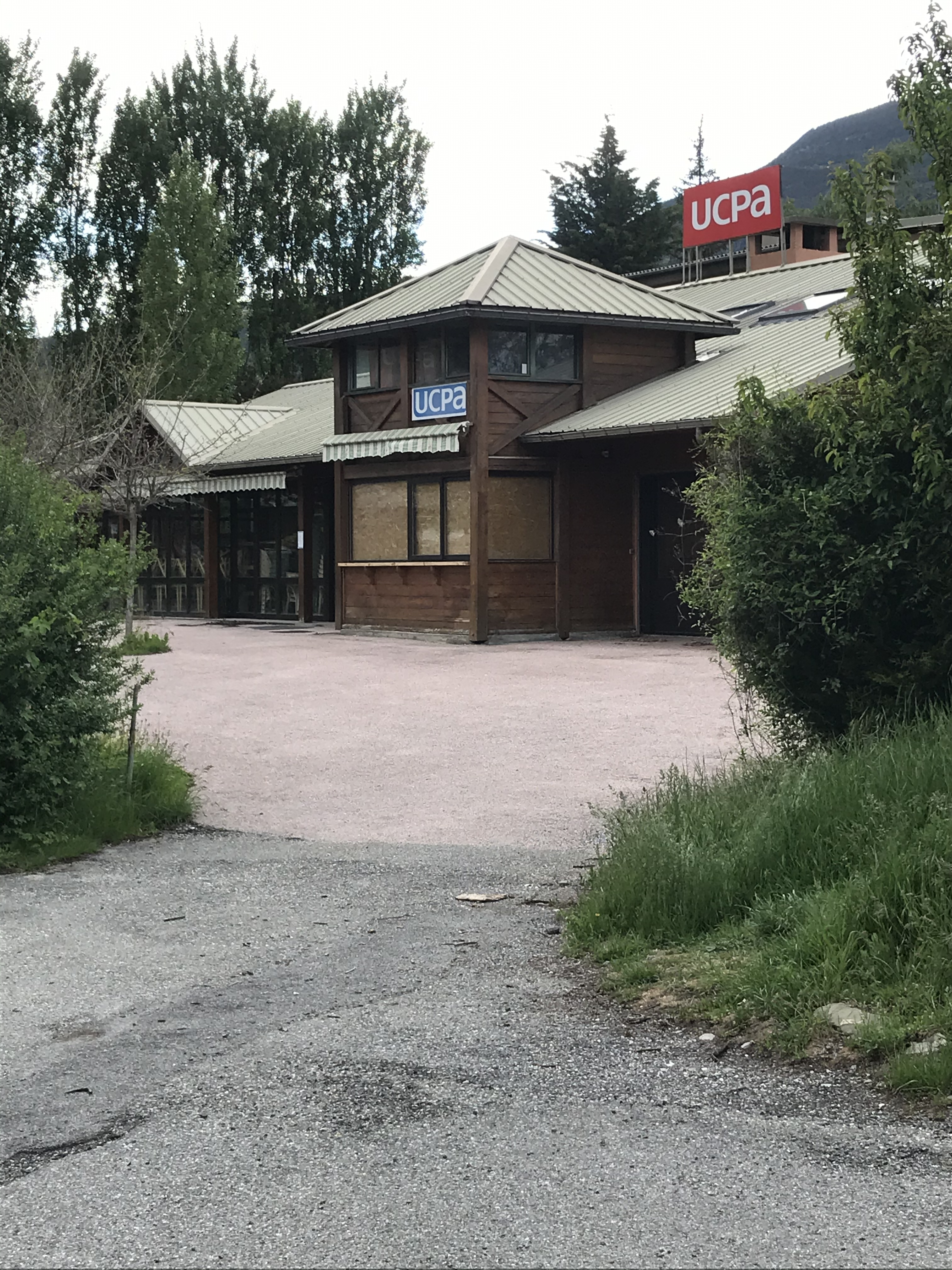
UCPA i Embrun i sydöstra Frankrike.

Union nationale des centres sportifs de plein air (UCPA) betyder ungefär "Riksförbundet för sport- och friluftsliv" och är en fransk ideell organisation som arrangerar resor med inriktning på sport- och friluftsaktiviteter. Organisationen grundades 1965 av Maurice Herzog genom att slå ihop UNCM (Union des Centres de Montagne) och UNF (Union Nautique Française). UCPA får bidrag av den franska staten.
UCPA:s filosofi är att erbjuda en aktiv semester där man betalar ett fast pris där allt ingår (tout compris). Boende och måltider ingår i priset, men även saker som liftkort, skidutrustning, snowboards, windsurfingbrädor, kunskapsindelad skidskola med certifierade guider och lärare.
En svensk filial startades 1984 och arrangerar bland annat buss & flygresor till ett urval av UCPA:s resmål.

## Skidskola - École de Glisse
Skidskolan som en del av konceptet för UCPA, är indelad i fem nivåer. Alla åker i grupp ledd av en moniteur. Avancerade grupper, som åker på glaciär leds av bergsguide. Första dagen genomförs harmonisering av grupperna. Det innebär att man åker ihop och testar olika moment, för att ta reda på om deltagarna i gruppen är på samma nivå. Om någon är bättre eller sämre än snittet, så flyttas deltagaren till en annan grupp som bedöms vara på samma nivå.
De fem nivåerna är Débutant, Perfectionnement, Maîtrise, Confirmé och Expert.
Débutant (nybörjare). Är för den som aldrig åkt tidigare eller är för ovan att åka på egen hand.
Perfectionnement. Är för den åkt i 1–3 veckor, klarar lätt gröna backar och vissa blå, samt behärska sin hastighet.
Maîtrise. Är för den som behärskar sin hastighet i blå backar, och åker lätt nerför välpreparerade röda backar, men har lite problem med pucklar.
Confirmé. Är för den som åker lätt nerför alla backar men känner dig osäker i opistade nerfarter (pucklar, is, djupsnö etc.)
Expert. Är den högsta nivån, och är för den som behärskar både pistade och opistade nedfarter, och klarar såväl puckelpist som off-pist.

## Resmål
UCPA har center på ett stort antal orter i såväl Alperna som Pyrenéerna. Svenska filialen fokuserar dock på Alperna, och ordnar buss & flygresor till några utvalda orter:
- Argentière
- Chamonix
- Les Contamines
- Flaine
- Les Arcs
- Les Deux Alpes
- La Plagne
- Serre Chevalier
- Tignes
- Val d'Isère
- Val Thorens